# Achtvlak
Een achtvlak is een veelvlak met acht zijvlakken. Er zijn de volgende achtvlakken:
- vierkante bipiramide, een bipiramide
  - regelmatig achtvlak, een van de vijf regelmatige veelvlakken
  - ruimtevullend achtvlak en
- afgeknotte tetraëder, een archimedisch lichaam
- hexagonaal prisma, een prisma
- trapezoëder met acht zijvlakken
- zevenhoekige piramide, een piramide

regelmatig achtvlak
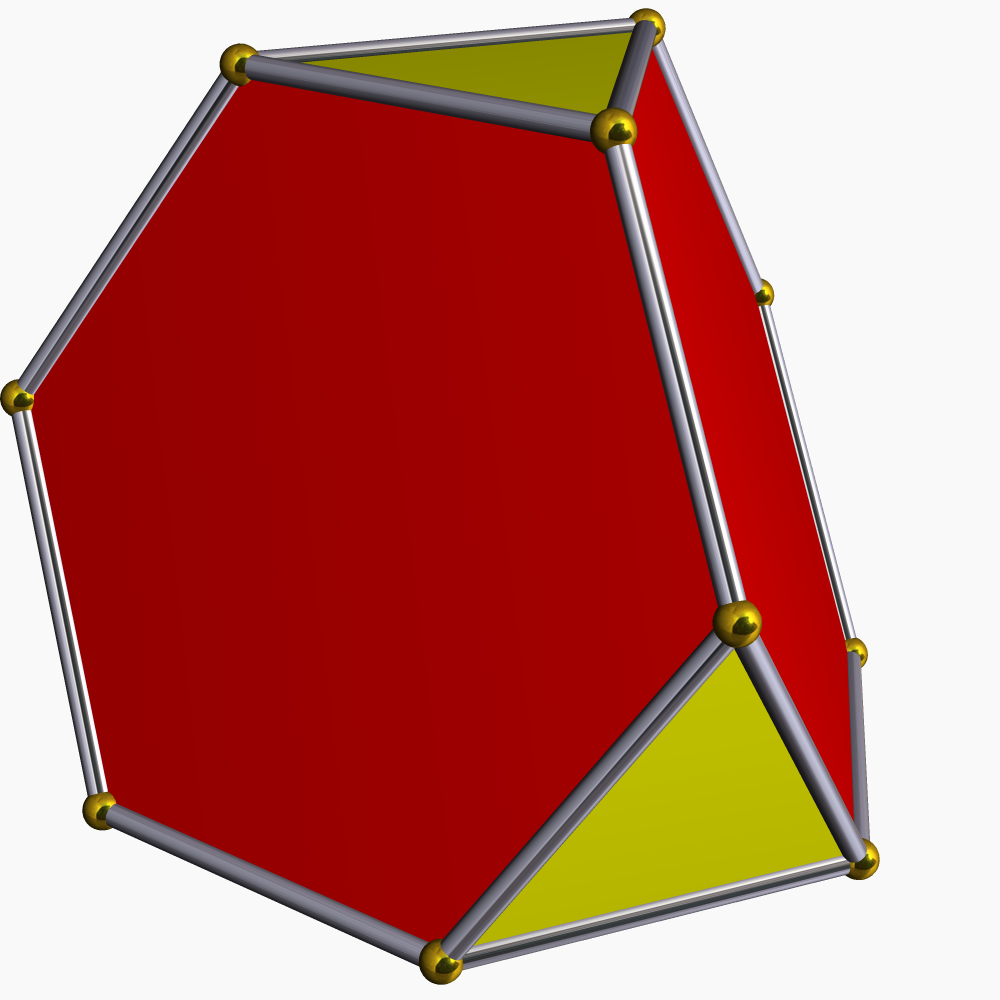
afgeknotte tetraëder
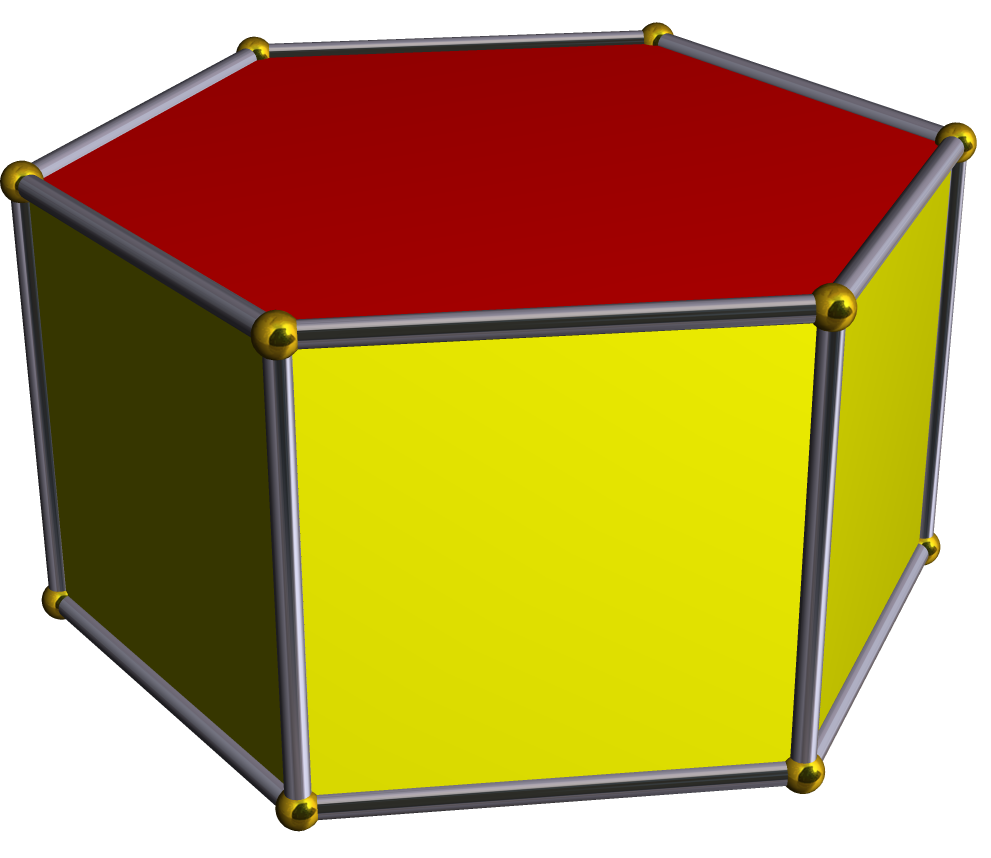
hexagonaal prisma
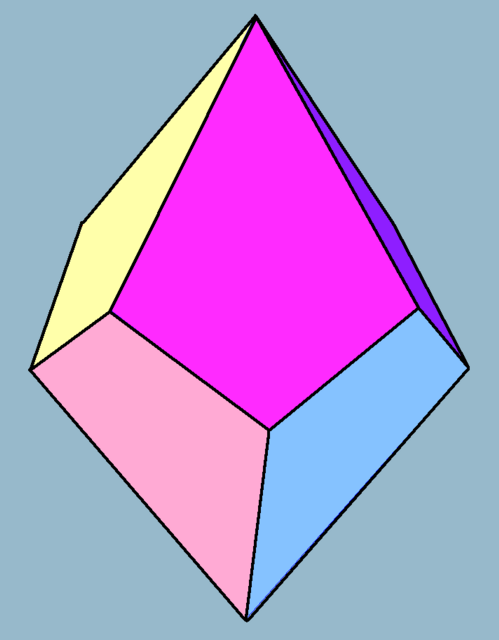
trapezoëder

Er is behalve met de afgeknotte tetraëder met de gegeven achtvlakken een hele serie van variaties mogelijk. Het regelmatige achtvlak, het ruimte vullende achtvlak en de afgeknotte tetraëder zijn daarentegen eenduidig bepaald.
Het is met het achtvlak, dat een vierkante bipiramide is en is samengesteld uit twee vierkante piramides, die beide het zesde deel van een kubus zijn, mogelijk de ruimte volledig te vullen.

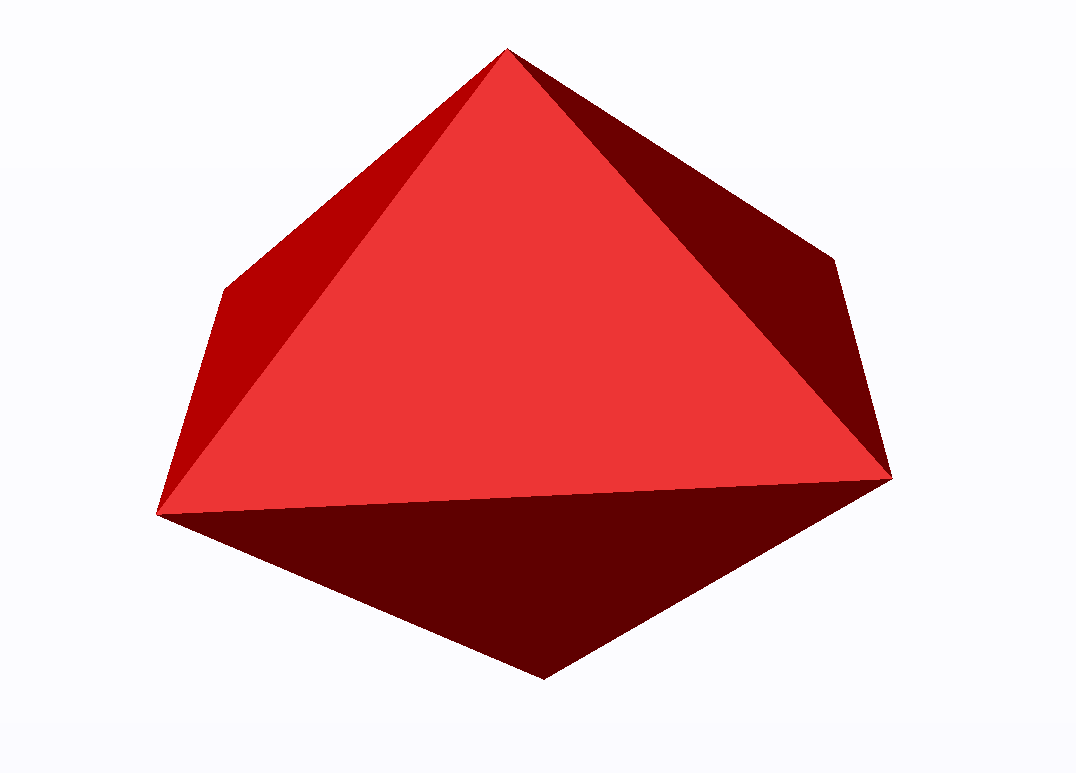
ruimtevullend achtvlak